# Оксид кальция
Oксид кальция (о́кись ка́льция, негашёная и́звесть, жжёная и́звесть) — белое кристаллическое вещество, формула CaO. Относится к классу основных оксидов.
Негашёная известь и продукт её взаимодействия с водой — Ca(OH)2 (гашёная известь, или «пушонка») находят обширное использование в строительном деле.

## Получение
В промышленности оксид кальция получают термическим разложением известняка (карбоната кальция):
{\displaystyle {\mathsf {CaCO_{3}\rightarrow CaO+CO_{2}}}}
Также оксид кальция можно получить при взаимодействии простых веществ, на практике в виде корки на металле:
{\displaystyle {\mathsf {2Ca+O_{2}\rightarrow 2CaO}}}
или при термическом разложении гидроксида кальция и кальциевых солей некоторых кислородсодержащих кислот:
{\displaystyle {\mathsf {2Ca(NO_{3})_{2}\rightarrow 2CaO+4NO_{2}+O_{2}}}}

## Физические свойства
Оксид кальция — белое кристаллическое вещество, кристаллизующееся в кубической кристаллической решётке, по типу хлорида натрия.

## Химические свойства
Оксид кальция относится к основным оксидам. Энергично взаимодействует с водой с выделением тепла и образованием гидроксида кальция, ненасыщенный раствор которого является сильным основанием:
{\displaystyle {\mathsf {CaO+H_{2}O\rightarrow Ca(OH)_{2}}}} + 63,7 кДж/моль.
При температуре выше 580 °C  эта реакция обратима.
Как основный оксид реагирует с кислотными оксидами и кислотами, образуя соли:
{\displaystyle {\mathsf {CaO+SO_{2}\rightarrow CaSO_{3}}}}
{\displaystyle {\mathsf {CaO+2HCl\rightarrow CaCl_{2}+H_{2}O}}}
При нагревании с углеродом в высокотемпературной печи или электрической дуге образует карбид кальция (используемый для получения ацетилена):
{\displaystyle {\mathsf {CaO+3C\xrightarrow {t} CaC_{2}+CO\uparrow }}}
Несмотря на массовое промышленное производство ацетилена более эффективными способами, эта реакция сохраняет небольшое практическое значение, так как карбид кальция является удобным источником ацетилена в лабораторной практике и в аппаратах для сварочных работ.

## Применение
В настоящее время в основном используется в производстве строительных материалов, высокоглиноземистого цемента, силикатного кирпича и т. д.
До второй половины XX века известь широко использовали в качестве строительной побелки — прокаленный мел или известняк (оксид кальция) при смешивании с водой образует ярко-белую гашеную известь (Ca(OH)2), обладающую хорошими адгезионными свойствами к различным поверхностям. Далее известь медленно поглощает из воздуха углекислый газ, покрываясь коркой карбоната кальция. В настоящее время известковый раствор при строительстве жилых домов практически не применяется ввиду значительной гигроскопичности (склонности поддерживать высокую влажность, провоцирующую рост плесени) и сложности производства работ, уступив место более эффективным материалам.
В лабораторной практике оксид кальция используется как дешевый и эффективный агент для осушения растворителей и жидких веществ.
В пищевой промышленности зарегистрирован в качестве пищевой добавки E-529.
В промышленности водный раствор используют в одном из способов удаления диоксида серы из дымовых газов. В результате реакции гашеной извести Са(OH)2 и диоксида серы получается осадок сульфита кальция СаSO3. В настоящее время вытеснен современными абсорберами на основе четвертичных аммонийных соединений, способных обратимо связывать SO2 и CO2.
Использовался в «саморазогревающейся» посуде. Оксид кальция, помещенный между двух стенок емкости, при прокалывании капсулы с водой реагирует с ней с выделением тепла.

## Безопасность
Оксид кальция относится к высокоопасным веществам. (Класс опасности 2). Это едкое вещество, особенно опасен при смешивании с водой.
В виде пыли или капель взвеси раздражают слизистые, вызывая чихание и кашель.
Оксид кальция относится к группе веществ, обладающих общетоксическим действием. Действие CaO, подобно действию щелочи, состоит в омылении жиров, поглощении из кожи влаги, растворении белков, раздражении и прижигании тканей.
Сильно действует на слизистую глаз. На слизистой рта и носа наблюдаются поверхностные изъязвления; иногда прободение носовой перегородки.
Страдают также глубокие дыхательные пути.
Вдыхание высоких концентраций известковой пыли вызывает отёк лёгких.
Рекомендуемая ПДК в воздухе рабочей зоны составляет 1 мг/м³.